# باول بولارد
باول بولارد (24 سبتمبر 1968 في المملكة المتحدة - ) (بالإنجليزية: Paul Pollard)‏ هو لاعب كريكت بريطاني. لعب مع نادي مقاطعة ورسسترشاير للكريكيت ‏ ونادي مقاطعة نوتنغهامشير للكريكت ‏ وLincolnshire County Cricket Club ‏.

## وصلات خارجية
- باول بولارد على موقع إي آس بي آن كريك إنفو (الإنجليزية)